# Quest (navio)
53° 10' N 24° 27' O
Quest foi uma escuna equipada com motor auxiliar movido a vapor substituído por motor diesel em 1939, que navegou de 1917 até afundar em 1962. O navio foi construído no estaleiro de Erik Lindstøls Båtbyggeri em Risør, Noruega.
Com casco de madeira do navio foi construído em pinho e carvalho, e aparelhado para a caça a focas na Região Ártica.

## Expedição Shackleton–Rowett

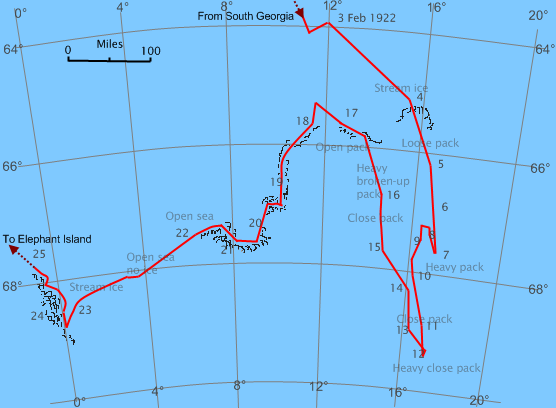
Rota do Quest em direção a Antártida.

Em 1921 o Quest foi adaptado para servir como navio de exploração polar e passou a fazer parte da Expedição Shackleton–Rowett conhecida também como Expedição Quest. A expedição tinha  como objetivo explorar o Mar de Beaufort, no Oceano Ártico, a ideia foi abandonada por falta de apoio financeiro. O Quest foi redirecionado a Antártida passando a ser patrocinado pelo empresário John Quiller Rowett. O navio seguiu lentamente em direção ao sul devido ao seu pequeno tamanho e a precariedade de seu sistema de motorização. O líder da expedição Sir Ernest Shackleton faleceu a bordo do navio, pouco depois de ter chegado às Ilhas Geórgia do Sul e Sandwich do Sul, sendo substituído por seu imediato Frank Wild que alcançou a Ilha Elefante, retornando a Inglaterra em seguida. Após o retorno da expedição a embarcação voltou a atividade de caça a focas.
Entre 1930 e 1931 o navio serviu a British Arctic Air Route Expedition liderada pelo explorador ártico Gino Watkins que tinha como objetivo a criação de mapas da costa este e interior da ilha da Groenlândia.

## Segunda Guerra Mundial

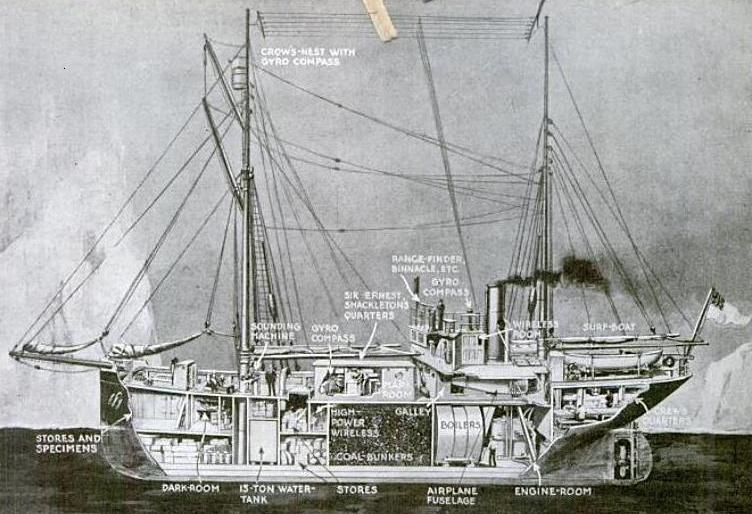
Corte de diagrama da escuna Quest.

O navio estava pescando focas nas proximidades da Terra Nova quando a Noruega entrou em Guerra em abril de 1940. Ao saber da invasão, o barco se deslocou para St. John's no Canadá. Passou a integrar a Marinha Real Inglesa em novembro do mesmo ano, sendo transformado em um navio caça-minas. Participou de patrulhas na região do Caribe, permanecendo por longo tempo nas ilhas Bermudas. Retornou a Nova Escócia no Canadá, tendo o porto de Halifax como base e ponto de partida para ser escolta de vários comboios que navegaram no Atlântico Norte. O HMS Quest foi descomissionado no final da guerra.

## Naufrágio
Novamente como navio caçador de focas o Quest esteve em operações de 1946 até 1962.
Em 5 de maio, quando caçava focas, o Quest teve seu casco perfurado por um bloco de gelo e afundou na costa norte do Labrador.  Toda a tripulação foi salva pelos navios pesqueiros da Noruega, Norvarg, Polarfart, Polarsirkel e Kvitfjell.